# تشارلز إل. ليفينغستون
تشارلز إل. ليفينغستون (بالإنجليزية: Charles L. Livingston)‏ هو سياسي أمريكي، ولد في 1800، وتوفي في 1873. نشط حزبياً في ديمقراطية جاكسونية. وقد انتخب عضو مجلس ولاية نيويورك.